# ثمن الولاء (كتاب)
ثمن الولاء: جورج دبليو بوش، البيت الأبيض، وتعاليم بول أونيل، هو كتاب صدر عام 2004 للمؤلف رون ساسكيند الحائز على جائزة بوليتزر. كان الكتاب أول من قدم نظرة ثاقبة للأحداث التي أدت إللاقىحرب العراق. لاقى كتاب ثمن الولاء نجاحًا تجاريًا ونقديًا، وكان أول كتاب من تأليف ساسكيند ليكون من أفضل الكتب مبيعًا في نيويورك تايمز.

## ملخص
نشر كتاب ثمن الولاء في أوائل عام 2004، وأرّخ فترة ولاية بول أونيل كوزير الخزانة خلال إدارة بوش. مثل جميع وزراء الخزانة، كان أونيل المستشار المحلي الأعلى للرئيس، وكذلك عضوًا في مجلس الأمن القومي المحوري. تضمن الكتاب أكثر من 19000 وثيقة قدمها أونيل منذ أول عامين له مع إدارة بوش. من بين الاتهامات الأكثر ضررا في الكتاب أن غزو العراق كان على جدول الأعمال في وقت مبكر من فبراير 2001، قبل ما يقرب من 7 أشهر من هجمات 11 سبتمبر.

## استقبال
لاقى الكتاب نجاحًا تجاريًا ونقديًا. ظهرت لأول مرة كأفضل الكتب مبيعًا على قائمة نيويورك تايمز غير الخيالية في 1 فبراير 2004.
وينتقد أونيل الرئيس بشدة، ويندد بسياساته الاقتصادية و «انفصاله» المزعوم عن العملية الوزارية. ووصف سلوك بوش في اجتماعات مجلس الوزراء بأنه مثل «رجل أعمى في غرفة مليئة بالصم. لا يوجد علاقة واضحة».
كان أونيل محبطًا مما اعتبره نقصًا في النقاش النشط بين مسؤولي الإدارة وتشكيل سياسة سليمة ومتماسكة بشأن القضايا المهمة. كان يتوق إلى عودة «ملخصات برانديز» التي كانت تستخدم في إدارتي نيكسون وفورد التي كان يعمل فيها سابقًا.

### غزو العراق
يدعي الكتاب أيضًا أن الغزو الذي قادته الولايات المتحدة للعراق لم يكن رد فعل على هجمات 11 سبتمبر ، ولكنه كان بدلاً من ذلك حملة في مراحل التخطيط منذ أن تولى بوش منصبه ، مع وجود غنائم نفطية محتملة مذكورة في الوثائق المبكرة.
وبدلاً من إنكار مزاعمه، هاجم مسؤولو بوش مصداقية أونيل، بينما أجابوا على أن تغيير النظام في العراق كان سياسة أمريكية رسمية منذ عام 1998، قبل ثلاث سنوات من تولي بوش منصبه. ومع ذلك، أثارت ادعاءات أونيل التساؤل عن علاقة احتلال العراق بحرب ما بعد 11 سبتمبر على الإرهاب.
بعد عرض المستندات التي تحتوي على معلومات سرية خلال مقابلة مدتها 60 دقيقة روج فيها أونيل للكتاب، خلص تحقيق أجرته وزارة الخزانة في عام 2004 إلى عدم انتهاك أي قوانين، لكن سياسات التعامل مع المستندات غير الملائمة في وزارة الخزانة سمحت بـ 140 وثيقة، وهو ما ينبغي تم تصنيفها على أنها سرية، ليتم إدخالها في نظام الكمبيوتر للوثائق غير المصنفة. كانت الوثائق من بين تلك الوثائق التي تم الإفراج عنها لاحقًا إلى أونيل ردًا على طلب مستند قانوني.
صرح كيث هينيسي، الذي كان وقتها نائب مدير إن إي سي لاري ليندسي، أن ساسكيند قام بتكوين فقرة طويلة من الاقتباس المباشر منه خلال اجتماع في البيت الأبيض لم يقله في الواقع.

## تجربة في الشفافية
للتأكد من صحة مصادره، تم نشر ما يلي على الموقع الرسمي لرون ساسكيند: